# Alterfing (Tittmoning)
Alterfing ist ein Gemeindeteil der Stadt Tittmoning im oberbayerischen Landkreis Traunstein. Der Weiler liegt circa drei Kilometer westlich von Tittmoning.

## Baudenkmäler
Siehe: Liste der Baudenkmäler in Alterfing